# Maylandia zebra
Maylandia zebra là một loài cá thuộc họ Cichlidae. Nó là loài cá cảnh phổ biến.
Nó được tìm thấy ở Malawi, Mozambique, và Tanzania. Môi trường sống tự nhiên của chúng là hồ nước ngọt.